# Hexachloroéthane
L'hexachloroéthane, également connu sous le nom de perchloroéthane, est un composé chimique de la famille des chloroalcanes. Il se présente sous la forme d'un solide incolore à température ambiante.

## Propriétés chimiques
L'hexachloroéthane peut facilement réagir par des réactions de réduction, à cause de la relative carence en électrons des atomes de carbone. Il a une demi-vie de 36 minutes en un milieu réducteur.

## Propriétés physiques
L'hexachloroéthane solide existe sous deux formes : orthorhombique en dessous de 46 °C, et triclinique de 46 à 71 °C,.

## Utilisations
L'hexachloroéthane est utilisé principalement dans deux domaines : militaire et métallurgie de l'aluminium.

### Usage militaire
L'hexachloroéthane est utilisé militairement dans la fabrication de fumigènes.
Un chimiste français, Berger, a inventé un mélange à partir d'hexachloroéthane, de zinc (ou parfois de magnésium) et de poudre d'aluminium qui s'enflamme en dégageant une épaisse fumée. Ce fut pendant des décennies le moyen le plus rapide et le plus efficace de produire un brouillard artificiel (appelé parfois « brouillard de Berger »). Dans les années 1970, plusieurs accidents eurent lieu lors d'exercices de la Bundeswehr (des composés comme le phosgène ou le chlorure d'hydrogène pouvant se dégager lors de la combustion de l'hexachloroéthane), ce qui fait que son usage fut progressivement abandonné. Les stocks existants furent détruits, ou utilisés dans l'industrie de l'aluminium.
Un rapport du laboratoire de l’armée américaine datant de 1994 souligne que « l’exposition de soldats non-protégés à des hautes concentrations de fumée HC même pendant quelques minutes cause des dommages corporels et des morts ». Des grenades lacrymogènes à base d'hexachloroéthane sont utilisés aux États-Unis contre les manifestants.

### Métallurgie de l'aluminium
L'hexachloroéthane est utilisé dans la plupart des fonderies d'aluminium à travers le monde pour éliminer le dihydrogène.